# Telchinia quirinalis
Telchinia quirinalis is een vlinder uit de familie van de Nymphalidae. De wetenschappelijke naam van de soort is voor het eerst gepubliceerd in 1900 door Henley Grose-Smith.

## Verspreiding
De soort komt voor in Nigeria, Kameroen, Centraal- en Oost-Congo-Kinshasa, Oeganda, West-Kenia, Noordwest-Tanzania en Noordwest-Zambia.

## Waardplanten
De rups leeft op diverse soorten van de brandnetelfamilie (Urticaceae) t.w. Laportea ovalifolia, Scepocarpus hypselodendron en Scepocarpus trinervis.